# Pitiegua
Pitiegua es un municipio y localidad española de la provincia de Salamanca, en la comunidad autónoma de Castilla y León. Se integra dentro de la comarca de La Armuña. Pertenece al partido judicial de Salamanca y a la Mancomunidad La Armuña.
Su término municipal está formado por un solo núcleo de población, ocupa una superficie total de 19,75 km² y según los datos demográficos recogidos en el padrón municipal elaborado por el INE en el año 2017, cuenta con una población de 192 habitantes.

## Historia

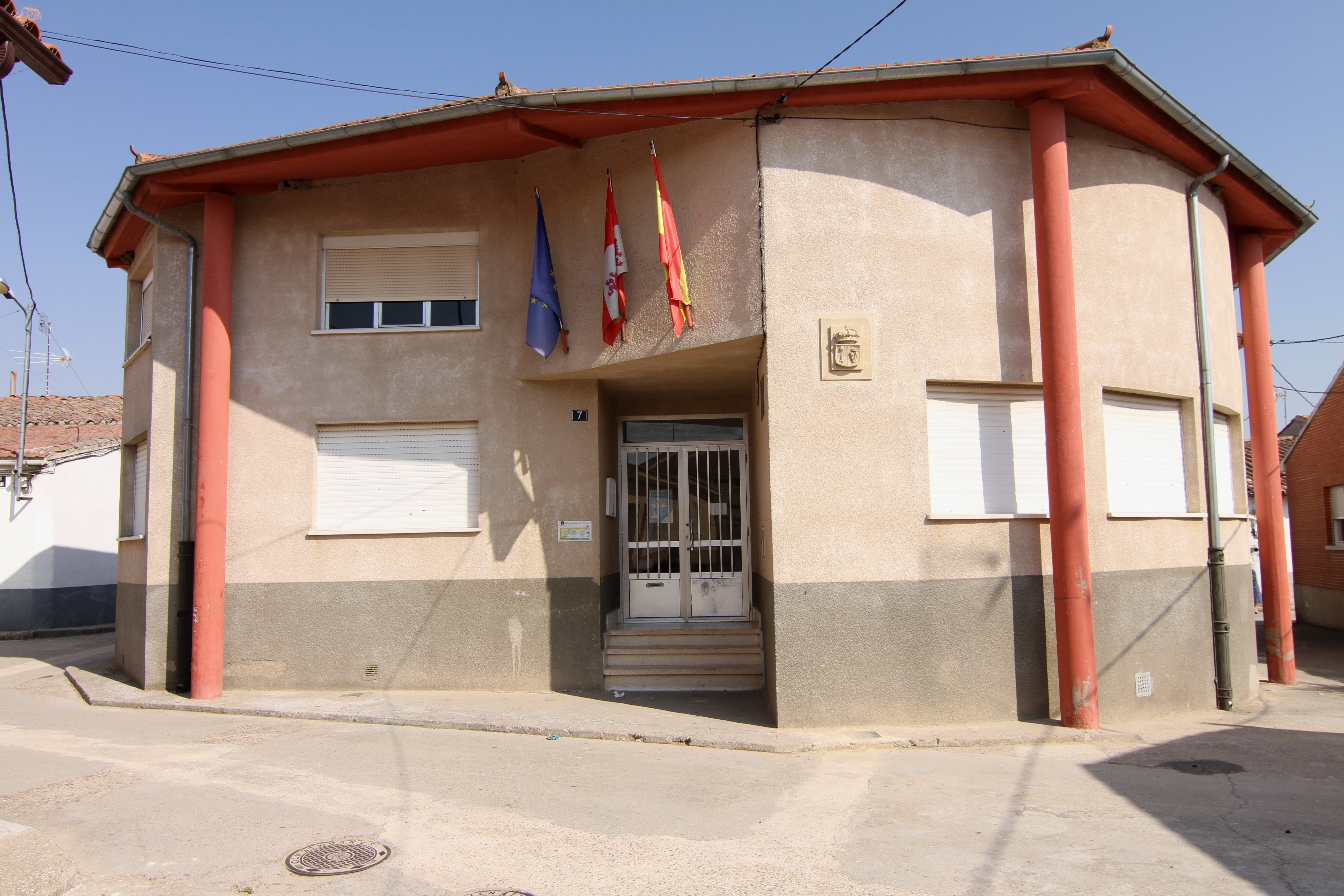
Casa consistorial.

En el término de Pitiegua está atestiguada la presencia humana en época romana, gracias al yacimiento arqueológico de Nava Grande, en el que aparecieron restos de dicha época. La localidad de Pitiegua, sin embargo, fue fundada posteriormente por los reyes de León en la Edad Media, quedando encuadrado en el cuarto de Armuña de la jurisdicción de Salamanca, dentro del Reino de León. Ya en el siglo XIX, durante la guerra de la Independencia española, el duque de Wellington se hospedó en Pitiegua y giró varias cartas desde la localidad en los días 7 y 8 de noviembre de 1812. Posteriormente, con la creación de las actuales provincias en 1833, queda encuadrada en la provincia de Salamanca, dentro de la Región Leonesa. En 1877 comenzó a prestar servicio el apeadero de ferrocarril del municipio, tras la inauguración de la línea férrea Salamanca-Medina del Campo.

## Monumentos y lugares de interés
- La construcción original de la iglesia de San Miguel Arcángel data de los siglos XII-XIII, siendo erigida siguiendo unas líneas arquitectónicas de traza mudéjar, aunque ha experimentado diversas reformas que han modificado sustancialmente su aspecto original.[7]

## Geografía humana

### Demografía
Cuenta con una población de 182 habitantes (INE 2024).
| Gráfica de evolución demográfica de Pitiegua entre 1842 y 2021                                                        |
| |
| Población de derecho según los censos de población del INE. Población de hecho según los censos de población del INE. |

## Administración y política
| Partido político                         | 2019  | 2019  | 2019       | 2015  | 2015  | 2015       | 2011  | 2011  | 2011       | 2007  | 2007  | 2007       | 2003  | 2003  | 2003       |
| Partido político                         | %     | Votos | Concejales | %     | Votos | Concejales | %     | Votos | Concejales | %     | Votos | Concejales | %     | Votos | Concejales |
| Partido Popular (PP)                     | 58,21 | 78    | 4          | 65,22 | 90    | 5          | 60,38 | 96    | 5          | 65,32 | 113   | 4          | 53,80 | 99    | 4          |
| Partido Socialista Obrero Español (PSOE) | 38,81 | 52    | 1          | 28,99 | 40    | 0          | 29,56 | 47    | 0          | 27,17 | 47    | 1          | 45,65 | 84    | 3          |
| Unión del Pueblo Salmantino (UPSa)       | —     | —     | —          | —     | —     | —          | —     | —     | —          | 10,98 | 19    | 0          | —     | —     | —          |

## Cultura

### Fiestas
- San Miguel Arcángel (29 de septiembre).
- San Sebastián (20 de enero).